# Fiduka
Die Fiduka (Eigenschreibweise FIDUKA in Versalien), eingetragener Langname FIDUKA-Depotverwaltung GmbH, ist eine Vermögensverwaltung mit Sitz in München. Die Gesellschaft wurde über Jahrzehnte maßgeblich geprägt von ihrem langjährigen Gesellschafter und Geschäftsführer Gottfried Heller und seinem Partner André Kostolany. Die Fiduka unterliegt der Aufsicht der BaFin und ist Mitglied im Verband unabhängiger Vermögensverwalter und der Entschädigungseinrichtung der Wertpapierhandelsunternehmen.

## Geschichte
Der Name „Fiduka“ leitet sich vom lateinischen Wort fides für „Vertrauen“ ab. Die Fiduka wurde 1971 vom Verleger der Süddeutschen Zeitung Alfred Schwingenstein initiiert; Geschäftsführer war Gottfried Heller, der alsbald auch die Gesellschaftsanteile übernahm und André Kostolany für die Gesellschaft gewinnen konnte. Idee war, für private Investoren und für Stiftungen eine langfristig und international ausgelegte Anlagestrategie erfolgreich umzusetzen. Dabei wird ausschließlich in börsennotierte Wertpapiere, also in Anleihen, Aktien und Fonds, investiert. Die Fiduka ist dabei in ihren Entscheidungen unabhängig. Der Fokus liegt auf substanzstarken Aktien und auf internationalen Staats- und Unternehmensanleihen.

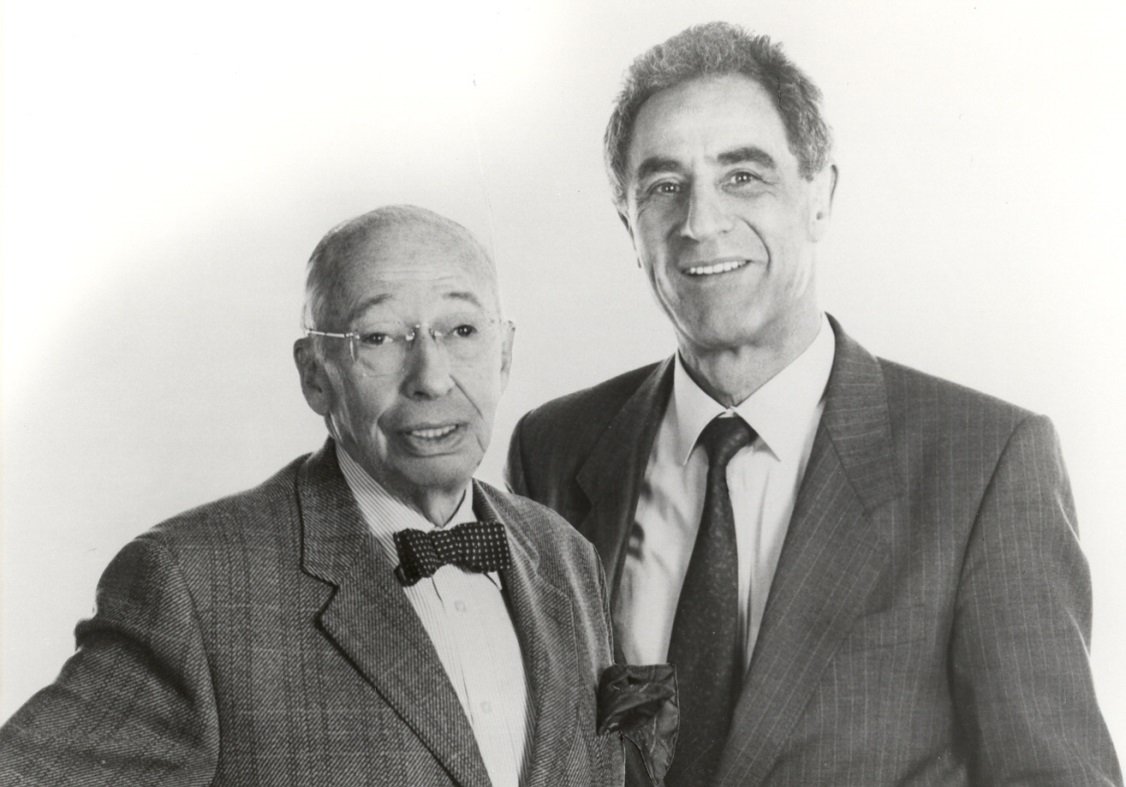
André Kostolany (links) und Gottfried Heller (rechts) im Jahr 1979

## Geschäftsmodell
Die Fiduka ist im Bereich der Finanzportfolioverwaltung tätig. Privatkunden und Institutionen wird eine individuelle Vermögensverwaltung ab einem Anlagevolumen von 250 T€ angeboten. Entsprechend der persönlichen Situation – Anlageziel und Risikoprofil – legt die Fiduka das Vermögen in Wertpapieren gemäß den vereinbarten Anlagerichtlinien in unterschiedlichen Depotklassen an. Das Depot wird bei der Hausbank des Kunden oder einer Bank mit Sonderkondition geführt. Der Fiduka wird eine beschränkte Vollmacht zur Wertpapierdisposition erteilt. Für den Kunden ist seine Vermögensverwaltung transparent und jederzeit kündbar. Daneben ist die Fiduka Manager international ausgerichteter Publikumsfonds. Der erste Fonds FIDUKA Universal I wurde 1989 aufgelegt.

## Geschäftsführung
Die Geschäftsführung der Fiduka liegt in den Händen von Marco Herrmann (CIO), Thomas Knapp und Urban Bacher (nebenamtlich). Hauptberuflich ist Urban Bacher Professor für Bankmanagement an der Hochschule Pforzheim. Gottfried Heller begleitet als Senior Partner weiterhin die Entwicklung der Gesellschaft.

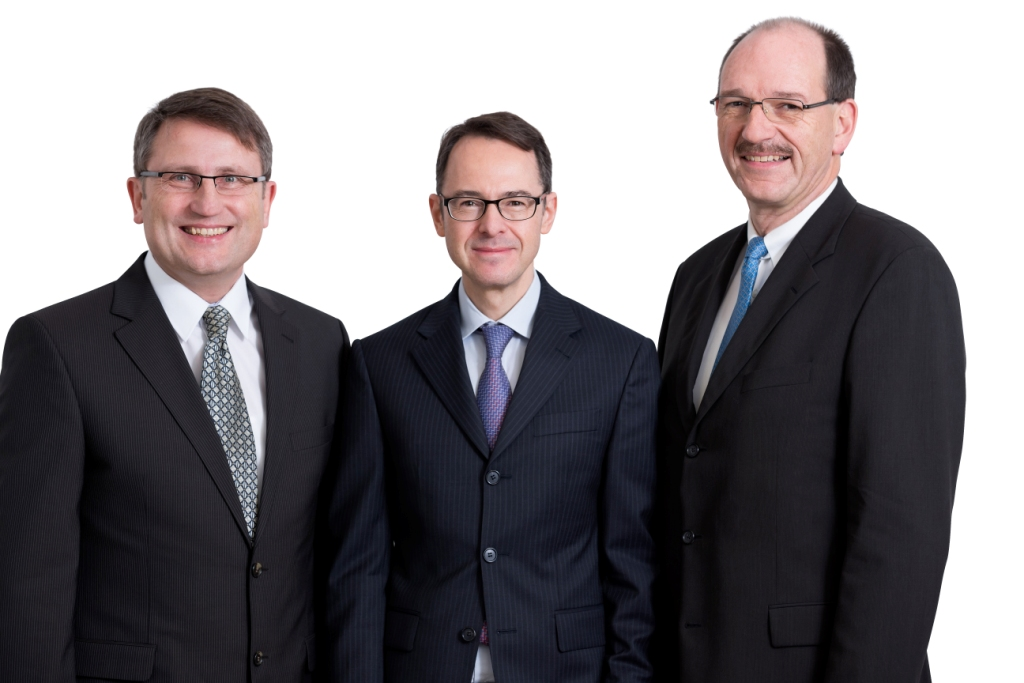
Die Geschäftsführung der Fiduka im Jahr 2015: v. l. n. r.: Urban Bacher, Marco Herrmann, Thomas Knapp

## Die Gründer
Gottfried Heller, geboren 1935, ist Wirtschaftsingenieur und war die ersten Jahre seines Berufslebens Unternehmensberater in Deutschland und in den USA. 1971 gründete er die Fiduka. Hellers Interesse galt von Anfang an der internationalen Wirtschaftspolitik. Als einer der ersten Vermögensverwalter legte er Anfang 1994 einen Schwellenländerfonds, 2008 zwei Multi-Asset-Fonds auf. Gottfried Heller schreibt regelmäßig Kolumnen in der „Die Welt“ und in „Börse Online“, er hält Vorträge und gibt Interviews im Rundfunk und Fernsehen. 1992 erschien im Econ-Verlag das Buch Die Wohlstandsrevolution, 2012 im Finanzbuchverlag „Der einfache Weg zum Wohlstand“.
André Kostolany (1906–1999) stammt aus einer ungarischen Industriellenfamilie und studierte Philosophie und Kunstgeschichte. Über seine Familie hatte er früh Kontakt zur Börse. 1940 flüchtete André Kostolany mit seiner Familie in die USA. Ab 1950 lebte er in Paris und München. 1971 bezog André Kostolany ein Büro in der Fiduka und stand bis zu seinem Tod am 14. September 1999 im Mittelpunkt der Kostolany-Börsenseminare. Zahlreiche Bücher, Vorträge und seine Kolumne im Finanzmagazin Capital machten Kostolany zum Börsenaltmeister.

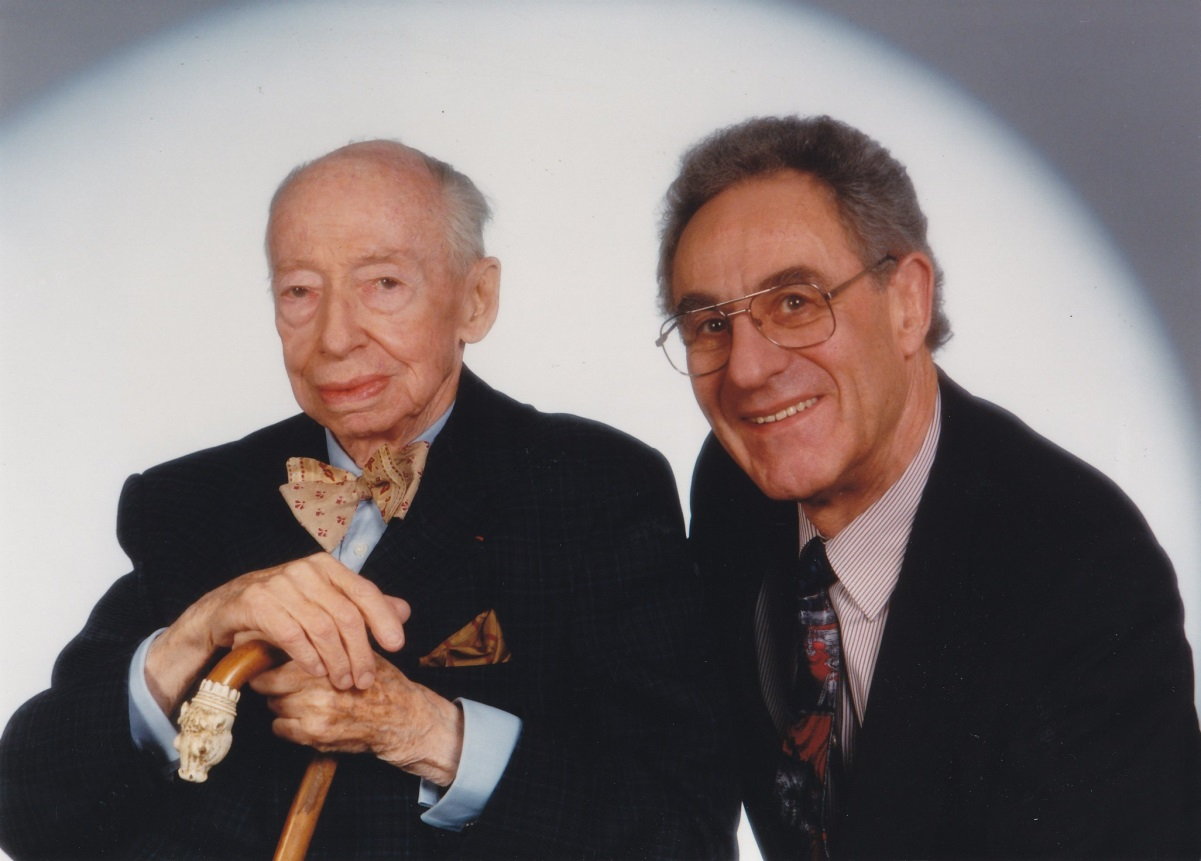
Fiduka (1997) – links André Kostolany, rechts Gottfried Heller

## Kostolany-Börsenseminare
Seit 1974 veranstaltet die Fiduka die Kostolany-Börsenseminare. Diese ganztägigen Seminare finden jährlich im Mai oder November in München statt. Einem breiten Anlegerpublikum werden objektive Sachinformationen zu den Themen Finanzen, Wirtschaft und Börse angeboten.